# Africany/Brouillon
Lebou Kabuya, est un joueur de Lindanda congolais .

## Biographie
Lebou Kabuya est un musicien congolais spécialisé dans le lindanda, un genre musical traditionnel popularisé notamment par Koffi Olomide. Il a appris à jouer du lindanda dès son plus jeune âge, notamment en intégrant des groupes tels que Flash Musica. Par la suite, il rejoint le groupe de  Koffi Olomide, où il contribue activement à plusieurs albums.

## Album musical

### Dans le Quartier Latin
- Pas de faux pas (Mansouri)
- La noblesse s'est obligée
- Magie (Assiette)
- V12 (Plaque)
- Loi (Páláki)
- Ultimatum
- Droit de veto

### L'Académie du Quartier Latin
- Sanction[./Lebou_Kabuya#cite_note-1 Sanction]
- Viagra

### Dans le quartier latin intégral
- [./Lebou_Kabuya#cite_note-3 Vaudou]

## Décès
Lebou Kabuya, est mort en 2021 à Toronto, Canada

## Album Solo
- Nouvelles de la mort de Lebou Kabuya
- Nouvelles de la mort de Lebou Kabuya sur acpcongo.com

- Commentaires de Lebou Kabuya sur la mort de Koffi Olomidé